# Erotismo infantil
Erotismo infantil é um material não pornográfico relacionado a crianças que é utilizado por indivíduos para fins sexuais. É um termo mais amplo do que a pornografia infantil, incorporando material que pode causar excitação sexual – como imagens não sexuais, livros ou revistas sobre crianças ou pedofilia, brinquedos, diários ou roupas. Investigadores da lei constataram que o erotismo infantil é frequentemente colecionado por pedófilos e ofensores de abuso sexual infantil. Pode ser reunido como uma forma de comportamento compulsivo e como substituto para a pornografia ilegal envolvendo menores, sendo frequentemente utilizado como prova em condutas criminais.
A história do erotismo infantil remonta, pelo menos, às pinturas dos antigos gregos, e perdura desde o movimento Libertino na Inglaterra dos anos 1600 até o advento da imprensa, da câmera e o caso de Lewis Carroll. Pintores de erotismo infantil incluíram, por exemplo, Balthus.
Algumas das imagens são distribuídas pela internet e apresentadas de maneira semelhante à modelagem infantil. Os concursos de beleza infantil, que atraem milhões de espectadores para programas como Pequena Senhorita Perfeita e Bebês e Tiaras, são por vezes vistos como uma forma de erotismo infantil semelhante à modelagem infantil, na qual as crianças aparecem em poses provocativas usando biquínis e saias curtas; contudo, alguns pais dos participantes argumentam que os concursos ajudam seus filhos a desenvolver qualidades positivas como postura, individualidade e confiança.
Da mesma forma que houve uma pressão para reclassificar a pornografia envolvendo menores como "imagens de abuso", o uso do termo "erotismo infantil" é controverso devido às conotações artísticas e literárias da palavra "erótica".

## Países

### Japão
A Lei Japonesa que Proíbe a Prostituição e a Pornografia Infantil, promulgada em 2010, define pornografia infantil como qualquer imagem de uma criança com menos de 18 anos "[despida] ou parcialmente despida, que seja sexualmente estimulante."
O Comitê de Ética dos Editores da Associação de Revistas do Japão fiscaliza as livrarias em busca de publicações inadequadas e já emitiu avisos aos editores de mangás pornográficos (livros). Contudo, os membros do comitê afirmam que não é fácil determinar se uma imagem ultrapassa a linha que separa a arte da pornografia infantil.

### Reino Unido
Em 2001–2002, a Fundação de Monitoramento da Internet e o Serviço de Promotores Públicos consideraram que um provedor de serviços de internet que conscientemente utilizasse tal nome de grupo poderia estar cometendo um delito relacionado a anúncios ilegais.

### Estados Unidos
Representações de uma criança mesmo vestida violam a lei federal dos Estados Unidos, se constituírem exibições "lascivas" dos genitais ou da área pubiana. O Tribunal de Apelações do 10º Circuito definiu "lascivo" como "tendendo a excitar o desejo; lascivo; indecente; obsceno; impureza sexual; tendendo a corromper a moral relativa às relações sexuais."
Nos Estados Unidos, alguns membros do Congresso dos Estados Unidos propuseram a proibição de determinados sites de modelagem infantil. Alguns estados estão considerando legislação semelhante.
Em fevereiro de 2018, uma lei de New Jersey contra o erotismo infantil entrou em vigor. A lei define representações sexualmente sugestivas de uma criança como aquelas que exibem as partes íntimas de uma criança – cobertas de forma incompleta e opaca – ou que retratam qualquer forma de contato com as partes íntimas da criança de modo que, pela pose, composição, formato ou detalhes sensuais animados, emita sensualidade com impacto suficiente para concentrar interesse libidinoso sobre a criança; ou que, de forma mais simples, retratem uma criança com o propósito de estimulação ou gratificação sexual. Anthony Domenick tornou-se o primeiro réu a ser acusado pela posse de erotismo infantil. Contudo, no caso Estado contra Higginbotham, Processo Nº A-2548-21, 475 N.J. Super. 205, decidido em 24 de março de 2023, o Tribunal Superior de New Jersey, Divisão de Apelação considerou que a lei estadual de erotismo infantil é inconstitucional porque "[a emenda de erotismo infantil à lei de perigo à criança, N.J.S.A. 2C:24-4, é ampla demais, pois proíbe a posse de discurso protegido. Como a definição de erotismo infantil na emenda não exige a representação de uma criança real engajada em um ato sexual ou a exposição lasciva dos genitais de uma criança, o estatuto não está sujeito ao padrão Ferber para pornografia infantil, e o Estado só pode regular a distribuição do erotismo infantil se a emenda cumprir o padrão de obscenidade Miller." 475 N.J. Super. em 235. Além disso, a Divisão de Apelação entendeu que a definição de erotismo infantil também "excede a definição de obscenidade e, assim, proíbe discurso protegido." 475 N.J. Super. em 237. Este caso encontra-se atualmente (em 29 de novembro de 2023) em recurso para a Suprema Corte de New Jersey. 
O erotismo infantil foi definido no caso Estados Unidos contra Paul D. Edwards como materiais ou itens que provocam excitação sexual em pessoas com interesse sexual por menores, mas que, por si só, não são obscenos ou não necessariamente retratam menores em poses ou posições sexualmente explícitas. Nesse caso, um colegiado do Tribunal de Apelações dos Estados Unidos para o 10º Circuito, no qual esteve presente Neil Gorsuch, concluiu que um depoimento demonstrando que o suspeito tinha histórico de postar erotismo infantil publicamente e de fazer comentários sugerindo atração sexual pelas crianças retratadas não estabelecia causa provável para justificar um mandado de busca relativo à pornografia infantil.
No caso Estados Unidos contra Caldwell, o Tribunal de Apelações dos Estados Unidos para o 6º Circuito concluiu que o erotismo infantil é admissível para demonstrar conhecimento e intenção de possuir pornografia infantil, já que o erotismo infantil é evidência de interesse sexual por crianças, e a quantidade total de material torna menos provável que o réu desconhecesse sua existência.
Da mesma forma, em Estados Unidos contra Vosburgh, o Tribunal de Apelações dos Estados Unidos para o 3º Circuito admitiu como prova quarenta e seis imagens não pornográficas de meninas pré-púberes usando maiôs e trinta fotos de Loli-chan, uma modelo de webcam de 13 anos, constatando que o "valor probatório das fotos de Loli-chan não era insignificante" ao sugerir que Vosburgh nutria interesse sexual por crianças, possuía conscientemente a pornografia infantil encontrada em seu computador e acessara propositalmente um link que acreditava conduzir à pornografia infantil. O tribunal citou o caso Estados Unidos contra Dornhofer, no qual o Tribunal de Apelações dos Estados Unidos para o 4º Circuito considerou admissível o caderno do réu que continha fotos de crianças nuas, romances sobre incesto e revistas de erotismo adolescente.
Paul Reubens, o ator mais conhecido por interpretar Pee-wee Herman, reconheceu possuir uma vasta coleção de "erotismo vintage", incluindo, por exemplo, "um jovem com a mão em sua coxa". Seu advogado citou como outra peça da coleção "um tintype em preto e branco de 1901 com um jovem de idade indeterminada, entre 17 e 19 anos, deitado na praia após ter se banhado sem roupa" e afirmou que essa coleção se enquadrava como erotismo, à qual a lei estadual de pornografia infantil não se aplicaria. Reubens, por fim, se declarou culpado de uma acusação de obscenidade.

#### Webe Web
Em julho de 2001, a Wired News publicou uma reportagem sobre sites de modelagem infantil que descrevia Lil' Amber, um site operado pela empresa de hospedagem Webe Web Corporation, localizada na Flórida. Na época, a Webe Web era o serviço de sites de modelagem infantil mais antigo da Internet. Em novembro de 2001, a emissora de televisão NBC que atende Miami, FL, exibiu uma reportagem intitulada "Vendendo a Inocência". Um repórter infiltrou-se para contatar os operadores do site e, posteriormente, localizou Amber (um pseudônimo), a modelo destacada em Lil' Amber, na fazenda de sua família no Condado de Palm Beach. A reportagem motivou o congressista da Flórida Mark Foley (Republicano – Condado de Palm Beach) a propor uma legislação que proibisse sites de modelagem infantil.
Jeff Libman, Marc Evan Greenberg e a Webe Web Corporation foram indiciados em novembro de 2006 no Distrito Norte do Alabama por conspiração para produzir imagens de pornografia infantil e transporte de imagens de pornografia infantil, embora as imagens não apresentassem nudez ou atividade sexual. Imediatamente, todos os sites de modelagem infantil da Webe Web ficaram fora do ar após domínios e servidores terem sido apreendidos pelas autoridades. Marc Evan Greenberg e Jeff Libman declararam-se inocentes de todas as acusações.
Em 2007, Jeff Pierson, um fotógrafo do Alabama, declarou-se culpado por conspiração para transportar pornografia infantil e transporte de pornografia infantil. As imagens de Pierson foram publicadas pela Webe Web. Pierson cooperou com as autoridades federais após ter sua residência revistada por policiais no início de 2005.
Alguns pais afirmaram que não tinham conhecimento das imagens serem capturadas de seus filhos, e alguns chegaram a ceder a custódia legal temporária de seus filhos a Pierson durante a sessão de modelagem. Pierson sustentou que todos os pais estavam cientes dos sites.
Em um caso separado, não relacionado às imagens ligadas à Webe Web, Jeff Libman foi indiciado por um grande júri no Distrito Sul da Flórida em 28 de abril de 2009, por receber, possuir e distribuir pornografia infantil. Libman foi inicialmente identificado pelo Serviço de Inspeção Postal dos Estados Unidos (USPIS) e pelo FBI durante uma investigação da Webe Web Corp., uma empresa sediada na Flórida. Segundo documentos judiciais, agentes do USPIS e do FBI apreenderam grandes volumes de mídias computacionais durante a execução de um mandado de busca na residência de Libman em Fort Lauderdale. Em seu acordo de confissão, Libman admitiu ter recebido imagens que retratavam crianças pré-púberes e crianças envolvidas em condutas sádicas ou masoquistas. Em 13 de novembro de 2009, Libman foi sentenciado a 7 anos e 3 meses de prisão. Ele enfrentava uma pena máxima possível de 20 anos de prisão. O caso foi processado pela Adjunta Chefe Alexandra R. Gelber e pela Promotora Elizabeth M. Yusi, da Seção de Exploração Infantil e Obscenidade da Divisão Criminal (CEOS), e pela Assistente do Ministério Público A. Marie Villafaña do Distrito Sul da Flórida. A investigação foi conduzida pelo USPIS, FBI e pela Unidade de Investigação de Alta Tecnologia da CEOS.
O vice-presidente da empresa, Jeffrey Robert Libman, de 43 anos, de Fort Lauderdale, Flórida, declarou-se culpado e foi sentenciado, em dezembro de 2010, a nove anos de prisão. De acordo com seu acordo de confissão, ele admitiu que 16 imagens recebidas de Pierson eram consideradas pornografia infantil conforme definido na acusação.
O presidente Marc Evan Greenberg declarou-se culpado, em abril de 2010, de uma acusação de lavagem de dinheiro, decorrente do processamento do dinheiro gerado pela Webe Web. Ele foi sentenciado, em janeiro de 2011, a cumprir mais de dois anos e meio de prisão.
Em 9 de fevereiro de 2011, Pierson foi sentenciado a 67 meses de prisão e 10 anos de liberdade condicional. Sua sentença foi adiada até o desfecho do caso contra Libman, Greenberg e a Webe Web Corp.

#### Uma Pequena Agência
No início de 2006, Matthew Duhamel e Charles Granere, operadores das agências de modelagem infantil "Uma Pequena Agência" e "The VMS", foram presos sob acusações de pornografia infantil. Nem "Uma Pequena Agência" nem a VMS distribuíam fotografias de nudez, mas os promotores federais argumentaram que os sites continham "exibições lascivas" dos genitais com base no teste Dost de seis partes. Os promotores federais alegaram que os sites tratavam de imagens de meninas com apenas 9 anos, vestindo roupas escassas em poses sugestivas. Segundo os registros judiciais, uma fotografia supostamente mostrava uma menina de 9 anos usando "sapatos de salto alto pretos, uma tanga de renda preta, um sutiã preto e uma jaqueta preta" sentada em uma mesa de jantar. Os operadores foram indiciados por transporte, posse e recebimento de pornografia infantil. Os advogados apresentaram uma moção para arquivar as acusações, argumentando que as fotografias das meninas em poses sugestivas nos sites que administravam não atingiam o nível de pornografia. Contudo, o juiz designado para o caso, o Juiz-Chefe Campbell, negou a moção, ressaltando que a Suprema Corte dos Estados Unidos já determinou que fotografias de crianças completamente vestidas podem ser consideradas pornográficas. Eventualmente, em 2007, ambos os operadores foram condenados e sentenciados a cinco anos de prisão.